# Jan Wiernikowski
Jan Nepomucen Wiernikowski (ur. 29 kwietnia?/11 maja 1800 w Kosiejsku, pow. mozyrski, zm. 1877 w Charkowie) – polski językoznawca, nauczyciel, syn Antoniego Wiernikowskiego hr. Janina.

## Życiorys
W 1810 rozpoczął naukę w gimnazjum w Mozyrzu. Od 1817 studiował na Cesarskim Uniwersytecie Wileńskim – m.in. u prof. Grodka – otrzymał stopień magistra. Jeden z 9 Filaretów skazanych w procesie. Po procesie filaretów – zesłany do Symbirska – został nauczycielem gimnazjalnym języków starożytnych.
Pracował również jako nauczyciel w Wiatce (okresowo wspólnie z Teodorem Łozińskim). Następnie studiował języki wschodnie w Petersburgu.
Został powołany na katedrę języków wschodnich na Uniwersytecie w Kazaniu (według innych źródeł wykładał historię i geografię starożytną), a następnie w Charkowie.
Tłumacz Pindara, Sarbiewskiego, Hafeza. Publikował w wydawnictwie J. Zawadzkiego w Wilnie.
- Frytjof. Poemat bohaterski we XXIV pieśniach, Jezajasz Tegner, tłum. Jan Wiernikowski, Petersburg 1861.
- Aksel Romans, Jezajasz Tegner, tłum. Jan Wiernikowski
- Niektóre celniejsze ody Pindara z potrzebnemi do ich zrozumienia objaśnieniami, textem greckim i tłumaczeniem prozaiczném. Przekład Jana Wiernikowskiego. Wilno. Józef Zawadzki własnym nakładem r 1824.